# Rivière du Banc de Sable (rivière Mistassibi)
Pour les articles homonymes, voir Banc de Sable (homonymie).
La rivière du Banc de Sable fait partie du bassin versant de la rivière Mistassini, coulant dans le territoire non organisé de Passes-Dangereuses, dans la municipalité régionale de comté (MRC) de Maria-Chapdelaine, dans la région administrative de Saguenay–Lac-Saint-Jean, dans la province de Québec, au Canada,,.
La foresterie constitue la principale activité économique du secteur ; les activités récréotouristiques sont accessoires considérant l’éloignement géographique et le manque de routes d’accès.
La surface de la rivière du Banc de Sable est habituellement gelée de la fin novembre au début avril, toutefois la circulation sécuritaire sur la glace se fait généralement de la mi-décembre à la fin mars.

## Géographie
Les principaux bassins versants voisins de la rivière du Banc de Sable sont :
- côté nord : rivière au Serpent Sud-Ouest, lac du Goéland, lac du Serpent, rivière au Serpent ;
- côté est : rivière Brûle-Neige, lac Brûle-Neige ;
- côté sud : rivière Brûle-Neige, rivière Mistassibi, lac Chausson, Petite rivière Péribonka ;
- côté ouest : rivière Mistassibi Nord-Est, rivière Mistassibi, Grand lac de l’Enclume, lac Clair, rivière Subercase, rivière aux Rats[2].

La rivière du Banc de Sable prend sa source à l’embouchure d’un lac non identifié (longueur : 1,9 km ; largeur : 1,3 km ; altitude : 424 m). Ce lac est situé à 0,4 km à l’ouest d’un sommet de montagne de 417 m, à 0,4 km au nord d’un sommet de montagne de 410 m et à 1,7 km à l’ouest d’un sommet de montagne de 403 m. L’embouchure de ce lac est située à :
- 3,9 km au sud-est d’une baie du lac au Goéland ;
- 12,2 km au sud-ouest d’une courbe de la rivière au Serpent ;
- 17,9 km au nord-est de la rivière Mistassibi Nord-Est ;
- 32,8 km au nord-est de l’embouchure de la rivière du Banc de Sable ;
- 31,3 km au nord-est de la confluence de la rivière Mistassibi et de la rivière Mistassibi Nord-Est[2]

À partir de sa source, la rivière du Banc de Sable coule sur 31,6 km vers le sud-ouest entièrement en zone forestière, selon les segments suivants :
- 2,6 km vers le sud-ouest notamment en traversant le lac Mocquin (longueur : 2,1 km ; altitude : 385 m) ;
- 6,8 km vers le sud-ouest en serpentant en fin de segment jusqu’à la décharge (venant du nord-ouest) d’un ruisseau non identifié ;
- 7,4 km vers le sud dans une vallée encaissée jusqu’à la décharge (venant du nord-ouest) du lacs ;
- 0,7 km vers le sud jusqu’à la décharge (venant du sud-est) d’un lac non identifié ;
- 1,9 km vers le sud en serpentant dans une petite vallée jusqu’à la décharge (venant du nord-ouest) du lac Banc de Sable ;
- 3,7 km vers le sud en serpentant et en traversant un lac non identifié (longueur : 0,9 km ; altitude : 215 m) ;
- 8,5 km vers le sud-ouest en serpentant dans une plaine, jusqu’à son embouchure[2].

La rivière du Banc de Sable se déverse sur la rive est de la rivière Mistassibi. Cette confluence est située à :
- 2,1 km au sud de la confluence de la rivière Mistassibi et de la rivière Mistassibi Nord-Est ;
- 6,7 km au nord de l’embouchure de la rivière Brûle-Neige ;
- 70,8 km au nord de l’embouchure de la rivière Mistassibi (confluence avec la rivière Mistassini) ;
- 89,0 km au nord de l’embouchure de la rivière Mistassini (confluence avec le lac Saint-Jean)[5],[2]

À partir de l’embouchure de la rivière du Banc de Sable, le courant descend le cours de la rivière Mistassibi sur 97,1 km vers le sud et le cours de la rivière Mistassini sur 22,7 km vers le sud-ouest. À l’embouchure de cette dernière, le courant traverse le lac Saint-Jean sur 42,7 km vers l’est, puis emprunte le cours de la rivière Saguenay vers l’est sur 155 km jusqu'à la hauteur de Tadoussac où il conflue avec le fleuve Saint-Laurent.

## Toponymie
Le toponyme de rivière du Banc de Sable a été officialisé le 5 décembre 1968 à la Banque des noms de lieux de la Commission de toponymie du Québec.